# Oxytropis campestris
Oxytropis campestris es una de planta de la familia Fabaceae.

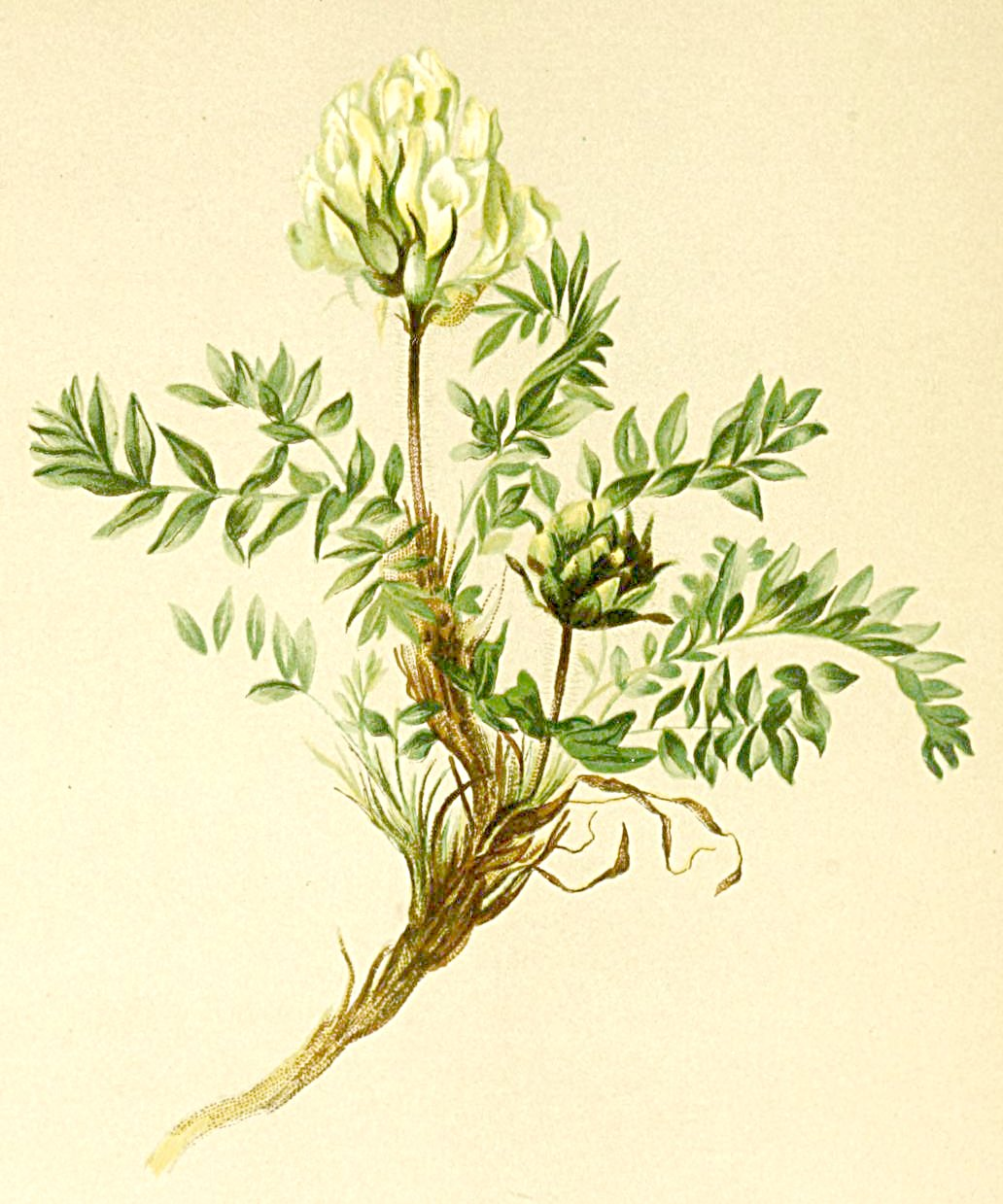
Ilustración

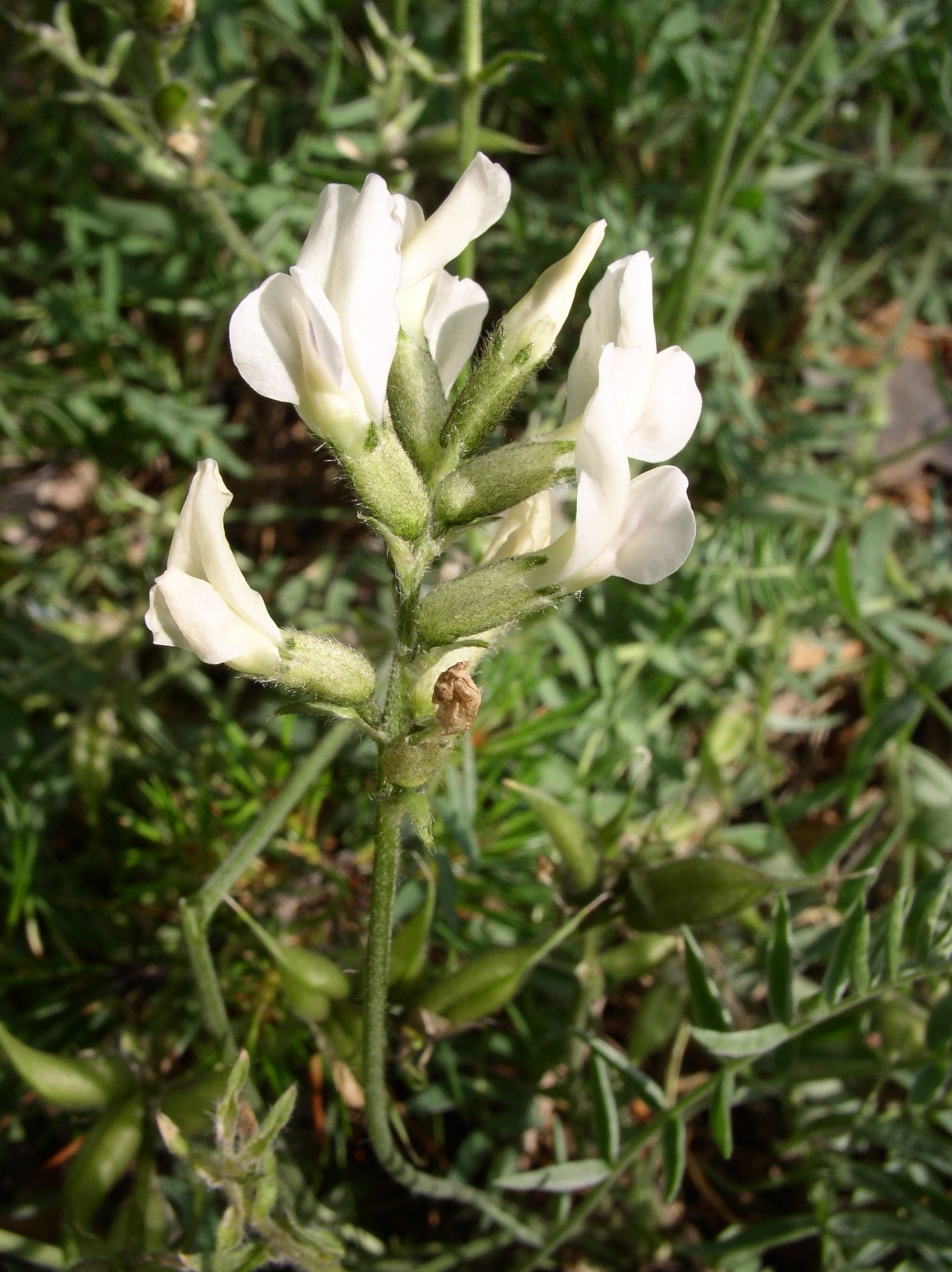
Inflorescencia

## Descripción
Planta no caulescente, que alcanza un tamaño de 5-20 cm de altura y cuyo indumento puede ser ± adpreso, un tanto escaso de ordinario, aunque hay formas densamente vellosas. Hojas de 8-15 pares de folíolos, elípticos o lanceolados, agudos u obtusos, pelosos en alguna manera; estípulas ampliamente soldadas la una a la otra por la parte que se opone al pecíolo (3/4-1/4). La inflorescencia es un racimo de ordinario nutrido (5-15 flores) y cuyo pedúnculo es relativamente grueso (de más de 1 mm de diámetro). Corola típicamente de un amarillo pálido, pero que puede presentar tintes ± azulados o violáceos y ser incluso de un azul-violáceo intenso, comparativamente grande(estandarte 15-20 mm); apículo de la quilla 1-2 mm. Dientes del cáliz cuya longitud es pequeña (1/5-1/3 de la del tubo). Frutos (13)14-18 x 6-8 mm –subovoideos–, erectos, con pelos obscuros y cortos (c. 0,5 mm) mezclados con otros blanquecinos y más largos (c. 0,8 mm), prácticamente sin carpóforo –cáliz que se rasga–, con semitabique ventral.

## Distribución y hábitat
Se encuentra en los pastos pedregosos, donde se comporta preferentemente como calcícola; a una altitud de (1500)1700-2900 metros, en Fennoscandia, Escocia, Cárpatos centrales, Alpes Dináricos, Alpes y Pirineos; Norte de Asia –por el Sur alcanza el Sardagh y el Altái, por el Este hasta Sajalin, por el W la Transcaucasia y el S de los Urales–; Norteamérica.

## Taxonomía
Oxytropis campestris fue descrita por (Linneo) DC. y publicado en Astragalogia (qto.), 74. 1802.
Etimología
Ver: Oxytropis
campestris: epíteto latino que significa "de los campos".
Citología
Números cromosomáticos de Oxytropis campestris (Fam. Leguminosae) y táxones infraespecíficos: 2n=48
Variedades aceptadas
- Oxytropis campestris subsp. campestris (L.) DC.
- Oxytropis campestris var. chartacea (Fassett) Barneby
- Oxytropis campestris var. columbiana (St.John) Barneby
- Oxytropis campestris var. cusickii (Greenm.) Barneby
- Oxytropis campestris var. dispar (A.Nelson) Barneby
- Oxytropis campestris var. gracilis (A.Nelson) Barneby
- Oxytropis campestris var. johannensis Fernald
- Oxytropis campestris subsp. rishiriensis (Matsum.) Toyok.
- Oxytropis campestris subsp. roaldii (Ostenf.) Cody
- Oxytropis campestris subsp. sordida (Willd.) C.Hartm.
- Oxytropis campestris var. terrae-novae (Fernald) Barneby
- Oxytropis campestris subsp. tyroliensis (Fritsch) Leins & Merxm.
- Oxytropis campestris var. varians (Rydb.) Barneby[5]